# Horst Daverkausen
Horst Daverkausen (ur. 3 marca 1945) – niemiecki lekkoatleta, sprinter. W czasie swojej kariery reprezentował Republikę Federalną Niemiec.
Zdobył srebrny medal w sztafecie 4 × 2 okrążenia na europejskich igrzyskach halowych w 1968 w Madrycie (sztafeta RFN biegła w składzie: Daverkausen, Peter Bernreuther, Ingo Röper i Martin Jellinghaus). 
Był brązowym medalistą halowych mistrzostw RFN w biegu na 400 metrów w 1968.
Startował w klubie ASV Köln.
Później odnosił sukcesy jako przedsiębiorca. Był m.in. przez 15 lat prezesem firmy Europa Möbel (do 2002).